# Isabel Zacarías Ponce de León y Alencastre
Isabel Zacarías Ponce de León y Alencastre (1669 – 1721) è stata una nobildonna spagnola.

## Biografia
Era figlia di Manuel Ponce de León, VI Duca di Arcos e di María Guadalupe de Alencastre.

## Discendenza
Isabel sposò in prime nozze Antonio Martín Álvarez de Toledo y Guzmán (1669-1711), IX Duca d'Alba; ebbero tre figli:
- Luis Antonio Álvarez de Toledo y Ponce de León (1690-?)
- Nicolás José de Toledo y Ponce de León (1690-1709)
- Bernardino Antonio de Toledo y Ponce de León (circa 1690-?)

Sposò in seconde nozze nel 1716 Francesco Gonzaga (1684-1758), duca di Solferino, senza figli.